# Vellefrey-et-Vellefrange
Vellefrey-et-Vellefrange és un municipi francès situat al departament de l'Alt Saona i a la regió de Borgonya - Franc Comtat. L'any 2007 tenia 98 habitants.

## Demografia

### Població
El 2007 la població de fet de Vellefrey-et-Vellefrange era de 98 persones. Hi havia 40 famílies, de les quals 8 eren unipersonals (4 homes vivint sols i 4 dones vivint soles), 8 parelles sense fills, 16 parelles amb fills i 8 famílies monoparentals amb fills.
La població ha evolucionat segons el següent gràfic:
Habitants censats

### Habitatges
El 2007 hi havia 42 habitatges, 40 eren l'habitatge principal de la família, 1 era una segona residència i 1 estava desocupat. 40 eren cases i 2 eren apartaments. Dels 40 habitatges principals, 35 estaven ocupats pels seus propietaris, 4 estaven llogats i ocupats pels llogaters i 1 estava cedit a títol gratuït; 4 tenien tres cambres, 9 en tenien quatre i 27 en tenien cinc o més. 33 habitatges disposaven pel capbaix d'una plaça de pàrquing. A 15 habitatges hi havia un automòbil i a 23 n'hi havia dos o més.

### Piràmide de població
La piràmide de població per edats i sexe el 2009 era:
| Homes | Edats   | Dones |
| ----- | ------- | ----- |
| 0     | 95 o +  | 0     |
| 0     | 90 a 94 | 0     |
| 0     | 85 a 89 | 0     |
| 0     | 80 a 84 | 0     |
| 8     | 75 a 79 | 8     |
| 0     | 70 a 74 | 4     |
| 4     | 65 a 69 | 4     |
| 0     | 60 a 64 | 0     |
| 0     | 55 a 59 | 0     |
| 0     | 50 a 54 | 0     |
| 4     | 45 a 49 | 4     |
| 8     | 40 a 44 | 4     |
| 4     | 35 a 39 | 8     |
| 4     | 30 a 34 | 4     |
| 4     | 25 a 29 | 0     |
| 0     | 20 a 24 | 0     |
| 0     | 15 a 19 | 4     |
| 4     | 10 a 14 | 0     |
| 0     | 5 a 9   | 8     |
| 4     | 0 a 4   | 0     |

## Economia
El 2007 la població en edat de treballar era de 61 persones, 49 eren actives i 12 eren inactives. De les 49 persones actives 46 estaven ocupades (24 homes i 22 dones) i 3 estaven aturades (3 dones i 3 dones). De les 12 persones inactives 4 estaven jubilades, 3 estaven estudiant i 5 estaven classificades com a «altres inactius».
Activitats econòmiques
Dels 3 establiments que hi havia el 2007, 1 era d'una empresa de construcció, 1 d'una entitat de l'administració pública i 1 d'una empresa classificada com a «altres activitats de serveis».
L'any 2000 a Vellefrey-et-Vellefrange hi havia 3 explotacions agrícoles.

## Poblacions més properes
El següent diagrama mostra les poblacions més properes.